# Ян ван Нек
Ян ван Нек (нід. Jan van Neck; 1634, Нарден — 1714, Амстердам) — нідерландський художник, гравер і декоратор XVII століття. Займався офортом.

## Життєпис

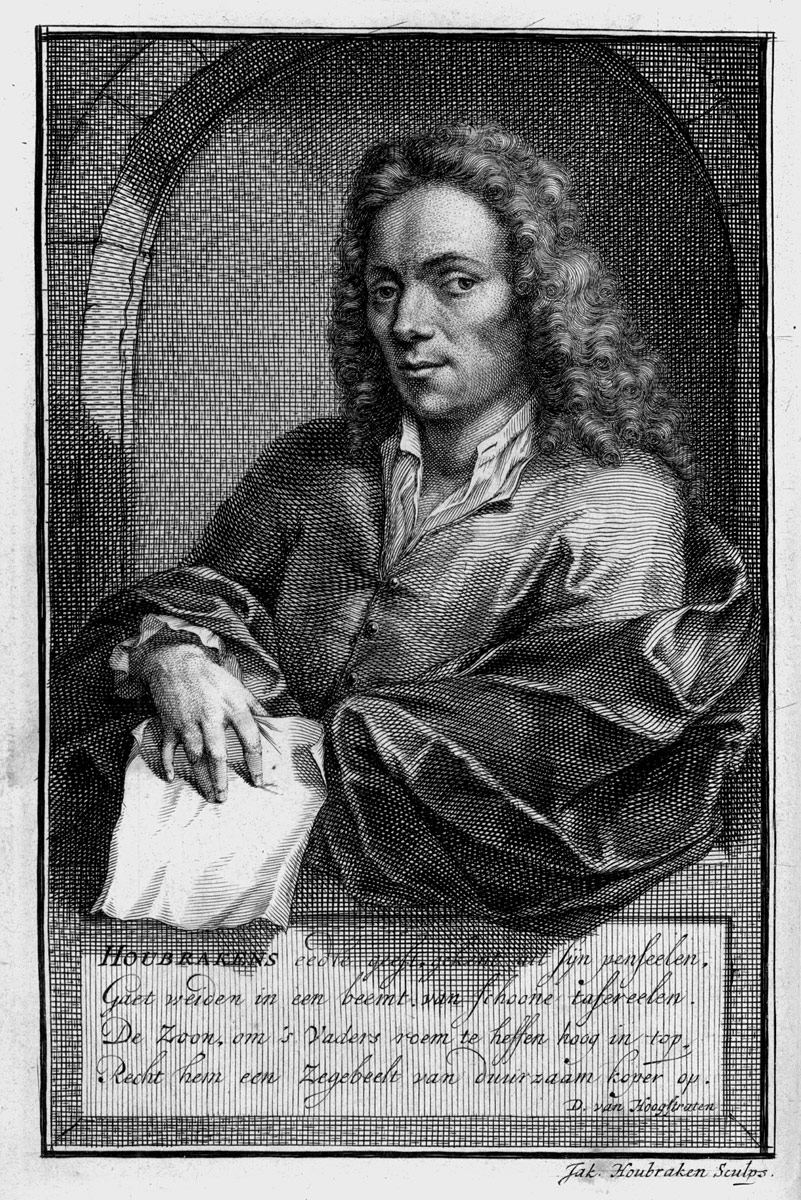
Арнольд Гаубракен, портрет-гравюра

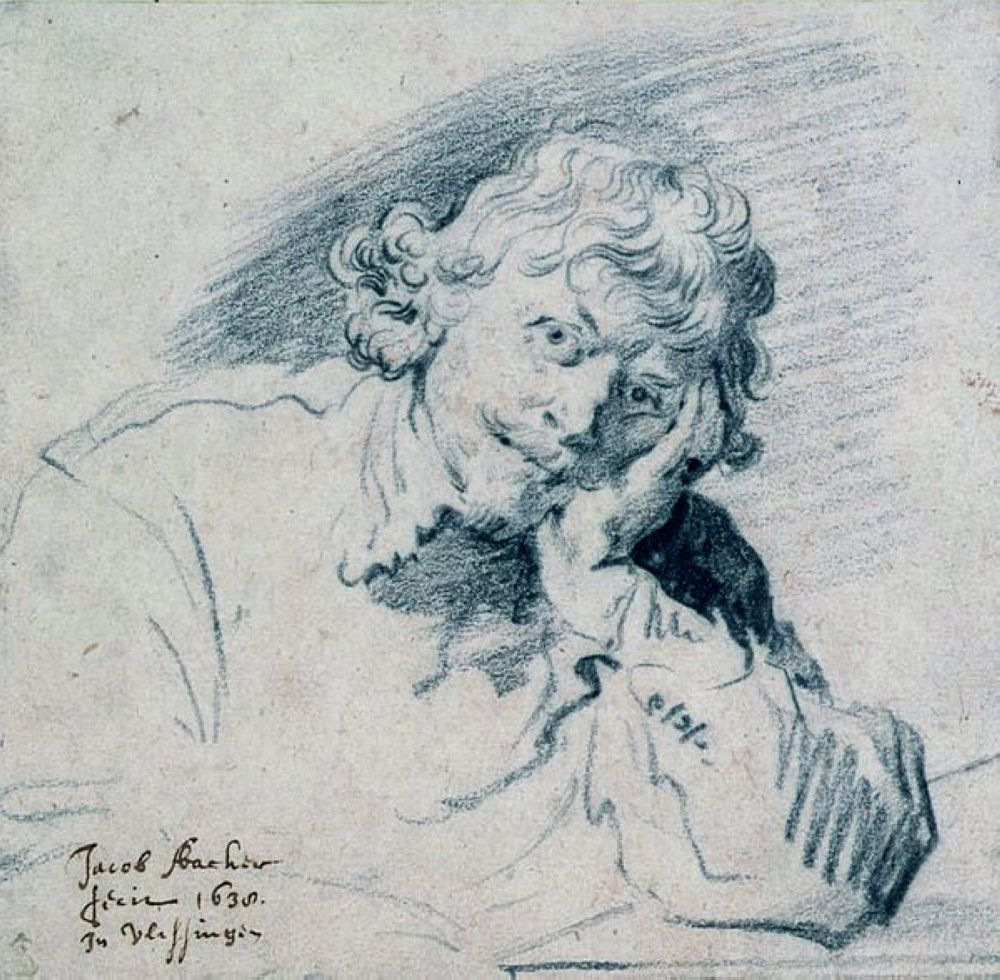
Якоб Баккер. Автопортрет, 1638 рік. Альбертіна, Відень

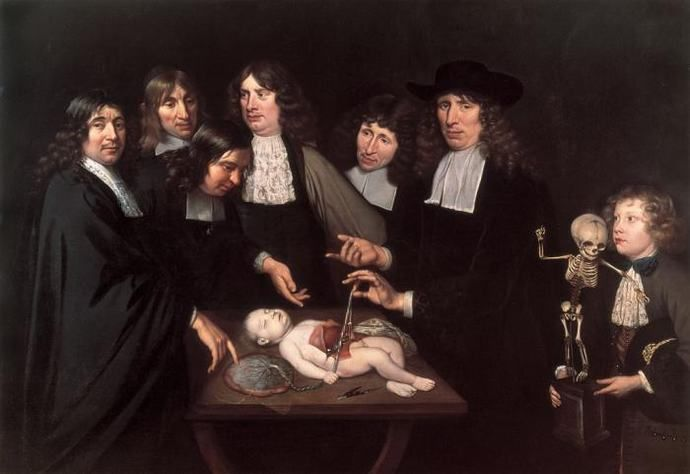
Ян ван Нек. «Урок анатомії доктора Фредеріка Рюйша»

Народився в невеликому нідерландському місті Нарден у провінції Голландія. Походив з родини медика, батько був лікарем. Художню освіту отримав в майстерні художника Якоба Вакера, що малював міфологічні картини і оголену натуру. Тематику цих картин успадкував і Ян ван Нек.
Племінник художника Якоба Баккера, Адріан Бакер, теж став художником. Разом з Дірком Феррерісом племінник відвідав і Італію, де Неку не довелося бути. Відомо, що Ян ван Нек довго зберігав картини і малюнки Дірка Ферреріса як допоміжний матеріал для власних творів.
Життєпис митця збережений завдяки зусиллям, що доклав художник і історіограф Арнольд Гаубракен. Немолодий Гаубракен відвідував старого на той час і немічного Ян ван Нека, що справив на історіографа приємне враження. Як особа зі значним досвідом, він пам'ятав безліч цікавих історій, якими залюбки ділився з відвідувачем. Окрім мистецтва і техніки створення офорту, сміливий Ян ван Нек  трохи знався і на медицині. Серед його картин - « Урок анатомії доктора Фредеріка Рюйша», де він подав відомого у Голландії судового медика, що показував пуповинні артерії немовляти  учням і пояснював причини його передчасної смерти.
Художник також створював релігійні картини і композиції історичної тематики, алегорії, портрети, жанрові композиції і картини з купаннями оголених жінок.
Помер на 79 році в місті Амстердам.